# 鄭舉
鄭舉（1556年—1588年），字世用，號岷陽，四川成都府成都縣人，民籍，明朝政治人物。

## 生平
萬曆十三年（1585年）乙酉科四川鄉試第二十九名，萬曆十四年（1586年）丙戌科會試二百六十七名，登三甲第二百六十六名進士。工部观政，本年九月养病。十六年六月授行人，卒于官。

## 家族
曾祖鄭洪，曾任壽官；祖父鄭相，曾任廩生；父鄭禮。母王氏。永感下。兄郑乾、郑伯、郑邦。